# Кэртэреску, Мирча
Мирча Кэртэреску (рум. Mircea Cărtărescu, 1 июня 1956, Бухарест) — румынский поэт, прозаик, эссеист.

## Биография
Закончил филологический факультет Бухарестского университета (1980). Дебютировал как поэт в журнале Литературная Румыния в 1978. В 1980-1989 преподавал язык и литературу, работал в Союзе писателей, издавал журнал Критические листки. С 1991 преподает в alma mater. В 1994—1995 был приглашенным профессором в Амстердамском университете. В 1999 защитил диссертацию о постмодернизме в румынской литературе. Переводил зарубежную поэзию (Чарлза Симика).

## Произведения

### Поэзия
- Фары, витрины, фотографии/ Faruri, vitrine, fotografii (1980, премия Союза писателей)
- Стихи о любви/ Poeme de amor (1982)
- Всё/ Totul (1984)
- Левант/ Levantul (1990, премия Союза писателей, переизд. 1998)
- Любовь/ Dragostea (1994)
- 50 сонетов/ 50 de sonete de Mircea Cărtărescu cu cincizeci de desene de Tudor Jebeleanu (2003)

### Проза
- Сон/ Visul (1989, премия Румынской академии, номинация на премию Латинского союза, номинация на премию Медичи за лучшую иностранную книгу)
- Травести/ Travesti (1994, премия Союза писателей)
- Ослепительный, том первый. Левое крыло/ Orbitor, Aripa stângă (1996, первый том романной трилогии)
- Дневник 1990—1996/ Jurnal 1990—1996 (2001)
- Ослепительный, том второй. Тело/ Orbitor, Corpul (2002)
- Энциклопедия драконов/ Enciclopedia zmeilor (2002)
- За что мы любим женщин/ De ce iubim femeile (2004, сборник новелл и эссе)
- Дневник, том второй (1997-12003)/ Jurnal II, 1997—2003 (2005)
- Ослепительный, том третий. Правое крыло/ Orbitor, Aripa dreaptă (2007)

## Публикации на русском языке
- Рассказы
- За что мы любим женщин. М.: Ад Маргинем Пресс, 2011

## Признание
- Командор ордена «За верную службу» (2000 год)[5].
- Великий офицер ордена «За заслуги перед культурой»[рум.] в категории A «Литература» (2006 год)[6].
- Орден Почёта (14 февраля 2024 года, Молдавия) — в знак высокой оценки творческой деятельности, за исключительные заслуги в утверждении румынской литературы в мире, а также за значительный вклад в развитие и продвижение культурного диалога между Республикой Молдова и Румынией[7].
- Лауреат многих премий, включая премию Виленицы (2011). Книги Кэртэреску переведены на различные языки мира, включая русский.
- Премия Томаса Манна (2018 год).
- Лейпцигская книжная премия за вклад в европейское взаимопонимание (2015 год).
- Австрийская государственная премия по европейской литературе (2015 год).